# Werner Juza
 Werner Juza (* 22. März 1924 in Rodewisch; † 25. August 2022 in Sörnewitz) war ein deutscher Maler, Zeichner und Grafiker. Er lebte und arbeitete in Wachau bei Radeberg. Ein wichtiger Aspekt seines Schaffens waren Arbeiten für Kirchen und andere öffentliche Gebäude.

## Leben

Signatur Werner Juzas

Juza wurde am 22. März 1924 in Rodewisch im Vogtland geboren. Sein Vater arbeitete in der Königlich Sächsischen Landes-Heil- und Pflegeanstalt für Geisteskranke zu Untergöltzsch. Nach dem Umzug nach Dresden besuchte er das König-Georg-Gymnasium. Im Jahr 1941 begann er an der Staatsbauschule in Dresden eine Ausbildung zum Architekten, die er 1942 wegen seiner Einberufung zum Kriegsdienst abbrechen musste. Juza diente zunächst in Russland, wurde aber später an die Westfront verlegt. In den Niederlanden geriet er 1945 in amerikanische Kriegsgefangenschaft. Nach dem Ende des Krieges nahm er 1946 ein Architekturstudium in Weimar auf, das er 1947 abbrach, um in einem Architekturbüro zu arbeiten. Ab 1951 war Juza als freischaffender Künstler tätig. Der Autodidakt arbeitete mit dem Pfarrer und Schriftsteller Karl Josef Friedrich aus Seifersdorf zusammen, der ihn unterstützte und ihm Aufträge in durch Kriegseinwirkung sanierungs- und restaurationsbedürftigen Kirchen verschaffte. Das Arbeiten im Bereich der Kirchenbauten war eine Nische, die es Juza zu DDR-Zeiten ermöglichte, nicht staatskonform agieren zu müssen. Dadurch kam es zu Konfrontationen mit staatlichen Organisationen, die bis zur Schließung von Ausstellungen (u. a. eine Gemeinschaftsausstellung mit Hermann Naumann) führten und staatliche Aufträge für Juza verhinderten.
Zu Juzas Arbeitsspektrum gehörten unter anderem das Zeichnen (Bleistift-, Feder-, Kugelschreiberzeichnungen) und das Malen (Öl, Aquarell), außerdem die Holzbearbeitung, Kupfertreibarbeiten, die Innengestaltung (vor allem von Kirchenräumen) und die Gestaltung von Glasfenstern. Ein Großteil seines Schaffens widmete sich christlichen Themen. Arbeiten Juzas sind in vielen Kirchen, vor allem in Sachsen, zum Beispiel in Form von Altarbildern zu finden. Impressionen aus seiner Heimat sind ein weiteres Thema seiner Werke. Zu seinen bekanntesten Werken zählt das Wandgemälde Versöhnung in der Dreikönigskirche in Dresden. Da der Sächsische Landtag von 1990 bis 1993 in der Kirche seinen Sitz hatte, wurde das Wandbild zu einem Symbol des politischen Neuanfangs in Sachsen nach der Wende. Im Bürgerfoyer des neuen Landtagsgebäudes wurde eine Reproduktion des Bildes installiert.
Juza bekam 1999 die Sächsische Verfassungsmedaille durch den Freistaat Sachsen verliehen. Er war Ehrenmitglied im Künstlerbund Dresden. Die Gemeinde Wachau ernannte Juza im Jahr 2010 als ersten Einwohner des Ortes zum Ehrenbürger. Der sächsische Ministerpräsident Stanislaw Tillich überreichte ihm am 12. Oktober 2010 die Ehrenbürgerurkunde.

## Werke (Auswahl)

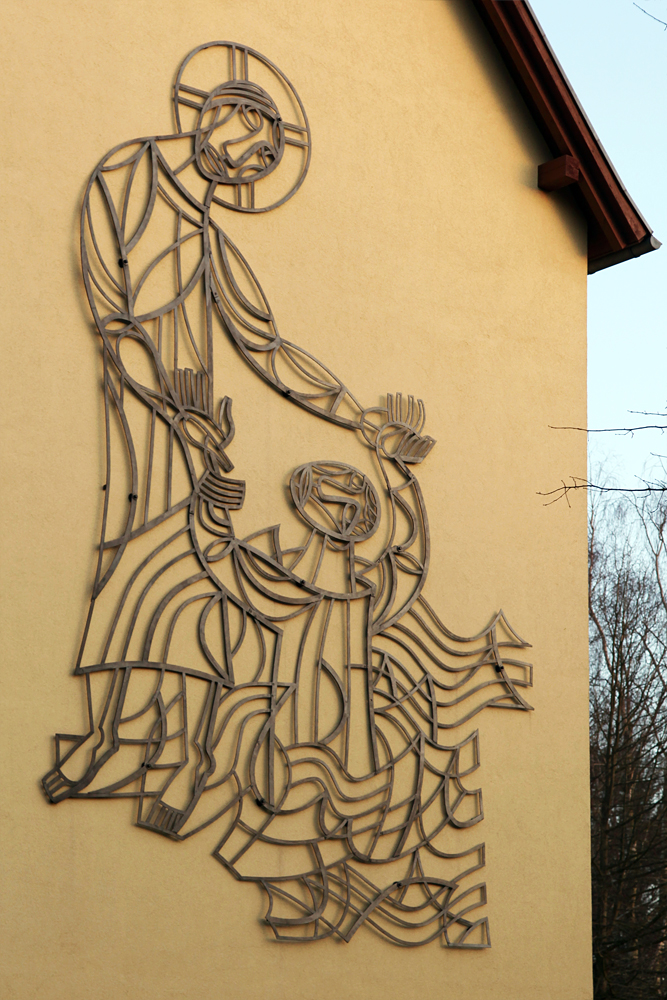
„Der sinkende Petrus“ (1971) – Wandbild aus Schmiedeeisen am Wiesenhaus im Sächsischen Epilepsiezentrum Radeberg

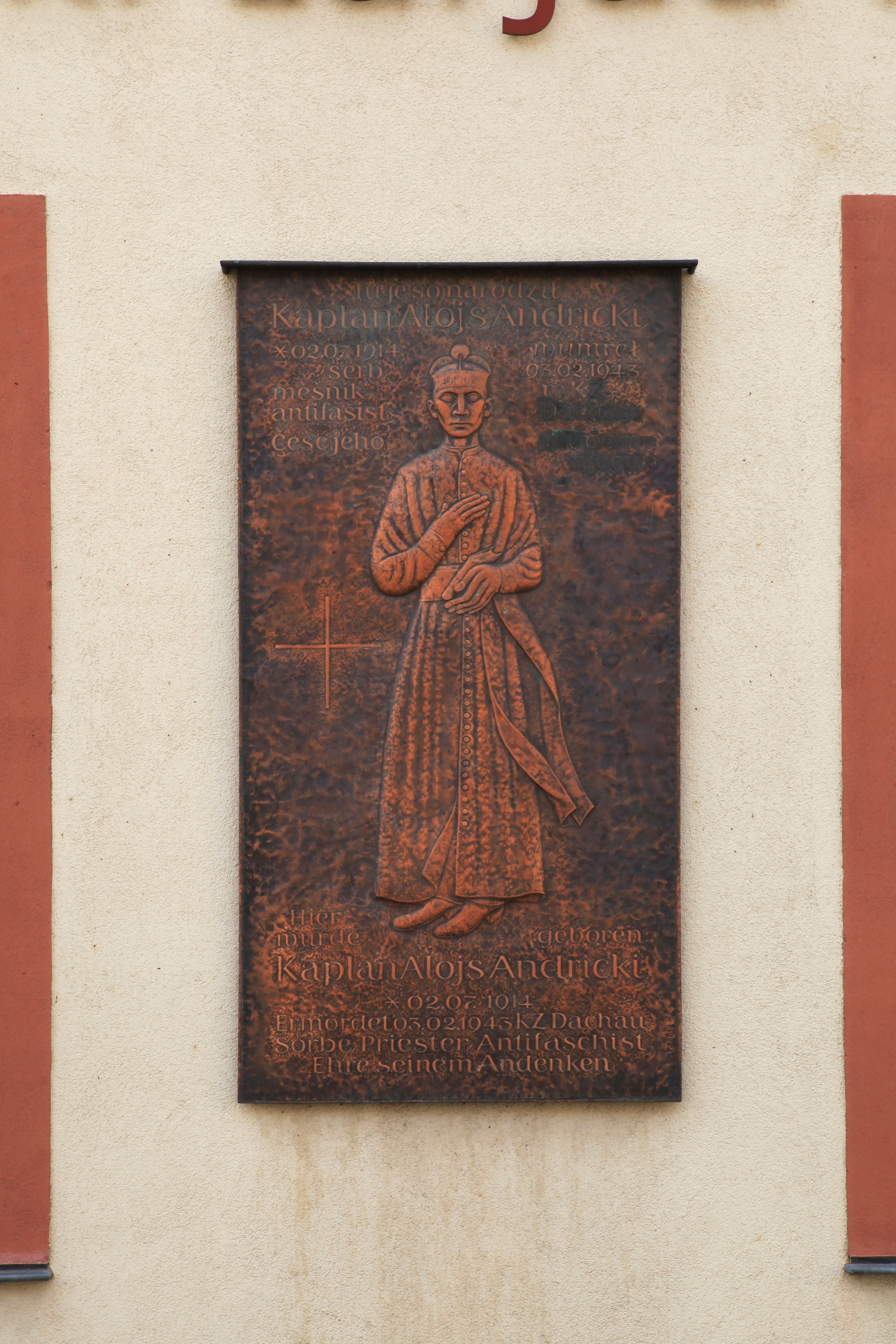
Gedenktafel für Alois Andritzki in Radibor (1984)

### Baubezogene Werke
- 1965/66: Wandbild in der Kirche St. Jakobi in Chemnitz-Einsiedel[11]
- 1969: Der bewusst forschende Mensch (Glasmalerei, 200 × 120 cm; Volkssternwarte Adolph Diesterweg in Radebeul)[12]
- 1973: Altarraum (Wandbilder, Fenster, Kanzel, Altar und Taufstein) in der Kirche von Lampertswalde[13]
- 1974/78: Altartisch, Kreuz und Kupferstele in der Matthäuskirche in Dresden[14]
- 1979: Wandbild Sonnengesang des heiligen Franziskus in der St. Franziskuskirche in Chemnitz-Hutholz[15]
- 1984: Kupferrelief-Gedenktafel am Geburtshaus Alois Andritzkis in Radibor
- 1989/90: Wandbild Versöhnung in der Dreikönigskirche in Dresden[7]

### Tafelbilder
- 1976: Sächsische Landschaft. Öl auf Möbelspanplatte, 52,5 × 47,5 cm; Galerie Neue Meister[16]
- 1986: Reminiszenz an Caspar David Friedrich, dem Fotografen Günter Persch gewidmet; 1986, Öl, 58 × 65 cm; auf der X. Städtische Museen Jena, Inv. VI 509[17]

### Buchillustrationen
- Gerhard Rostin: Es kommt ein Stern gezogen: Ein Weihnachtsbuch. VOB Union Verlag, Berlin 1961.
- Helfried Matthes (Bearbeitung): Die Welt – Eine Brücke. Ein Lesebuch für die christliche Familie. Evangelische Verlagsanstalt, Berlin, 1962.
- Karl Josef Friedrich: Christliche Zeugen. Evangelische Verlagsanstalt, Berlin 1963.
- Helmuth Wielepp: Das kleine Urlaubsbuch. Evangelische Verlagsanstalt, Berlin, 1966.
- Alfred Otto Schwede: Karelische Legende. Evangelische Verlagsanstalt, Berlin, 1968.
- Johannes Zachau: Der Kandidat aus Berlin. Historische Erzählung. Evangelische Verlagsanstalt, Berlin, 1968.
- Otto Riedel: Die Flut. Erzählungen. Evangelische Verlagsanstalt, Berlin, 1969.
- Henry W. Longfellow: Ein Kirchspiel wie Fairmeadow. Kleinstadtkleinigkeiten um allerhand große Leute und eine Brieftaube. Evangelische Verlagsanstalt, Berlin, 1972.
- Helmuth Wielapp: Unberufen teu teu teu!,  Evangelische Verlagsanstalt, Berlin, 1976.
- Gerhard Bosinski, Paul Toaspern (Hrsg.): Wer mir dienen will. Evangelische Verlagsanstalt, Berlin 1978.

## Ausstellungen (Auswahl)

### Einzelausstellungen (Auswahl)
- 1980: Malerei, Grafik. Neue Dresdener Galerie.[18]
- 2004: Galerie Sillack, Dresden-Klotzsche.[19]
- 2010: Museum Reiterhaus, Neusalza-Spremberg.[20]
- 2010: 20 Jahre Wandbild „Versöhnung“. Haus der Kirche/Dreikönigskirche, Dresden.[21]
- 2014: Werner Juza und Matthias Lüttig. Malerei-Grafik-Fotografie. Museum Schloss Klippenstein, Radeberg.[22]
- 2018: Werner Juza. Erinnerungen. Malerei & Grafik. O66 Wachau. Ausstellung mit Katalog.[23]
- 2019: Werner Juza. Sonderausstellung anlässlich seines 95. Geburtstages, Museum Schloss Klippenstein, Radeberg.[24]

### Beteiligung an zentralen und regionalen Ausstellungen in der Sowjetischen Besatzungszone und der DDR
- 1948: Radeberg („Kunstausstellung Radeberg 1948“)

- 1953[25], 1958/1959[26], 1977/1978, 1982/1983 und 1987/1988: Dresden, Deutsche Kunstausstellungen bzw. Kunstausstellungen der DDR
- 1957: Berlin, Ausstellungspavillon Werderstraße („Junge Künstler der DDR“)
- 1969: Berlin („Grafik in der DDR“)
- 1974, 1979 und 1984: Dresden, Bezirkskunstausstellungen
- 1974: Helsinki, Kultur- und Informationszentrum der DDR (DDR-Kunst)
- 1974: Frankfurt/Oder, Galerie Junge Kunst („Aquarell, Gouache, Tempera, Pastell“)
- 1979: Berlin, Altes Museum („Jugend in der Kunst“)
- 1983: Leipzig, Messehaus am Markt („Kunst und Sport“)
- 1985: Erfurt, Gelände der Internationalen Gartenbauausstellung („Künstler im Bündnis“)
- 1989: Berlin, Akademie-Galerie im Marstall („Bauleute und ihre Werke. Widerspiegelungen in der bildenden Kunst der DDR“)